# Nervio radial
El nervio radial es un nervio en el cuerpo humano que suple terminaciones nerviosas a músculos del brazo, antebrazo, muñeca, y mano, así como la sensación cutánea del dorso de la mano. Procede del fascículo posterior del plexo braquial con fibras nerviosas procedentes de las raíces espinales C5, C6, C7, C8 y T1.
El nervio radial  se divide en una rama profunda, que se convierte en el nervio interóseo posterior y continúa volviéndose superficial para inervar el dorso de la mano.

## Curso

### En el brazo
Desde su origen del plexo braquial, el nervio radial viaja de manera posterior a través del llamado intervalo o espacio triangular. De allí entra al brazo detrás de las arterias circunfleja y braquial, y luego se desplaza hasta el lado medial del brazo (medial = cercano a la mitad del tórax).
Después de dar ramas que se dirigen lateral del tríceps braquial, entra por el canal de torsión de la cara posterior del húmero, llamado el surco del nervio radial (en latín, sulcus nervi radialis; llamado clásicamente como surco espiral o canal de torsión). Junto con la arteria braquial profunda, el nervio radial se tuerce en el surco espiral (de allí su nombre, canal de torsión), alrededor de los vientres medial y lateral del tríceps, en su camino hacia el antebrazo, corriendo del lado lateral (el lado más alejado del tórax), de la cara posterior del húmero. Aún en el canal de torsión, produce una rama al vientre medial del tríceps.
El nervio radial emerge luego del canal espiral en la cara lateral del húmero. En ese punto, atraviesa el septo o tabique intermuscular lateral y entra al compartimento anterior del brazo. Continúa su trayecto en dirección inferior entre los músculos braquial y músculo braquiorradial. Cuando el nervio alcanza la parte distal del húmero (la parte más alejada del hombro), pasa en frente del epicóndilo lateral y continúa al antebrazo.

### En el antebrazo
Al entrar en el antebrazo, el nervio radial se ramifica en un haz sensorial primario y un haz motor profundo.
- La rama superficial del nervio radial, desciende en el antebrazo por debajo del braquiorradial. Finalmente penetra la fascia profunda cercano al dorso de la muñeca. Todos los restantes vasos y nervios de la mano entran por la cara palmar de la muñeca.
- La rama profunda del nervio radial, penetra el músculo supinador, después de lo cual lleva el nombre de nervio interóseo posterior.[2]

## Ramas e inervaciones
Las siguientes son las ramas y los destinos de la inervación del nervio radial —incluyendo la rama superficial y profunda el nervio interóseo posterior—.

### Cutáneos
La inervación cutánea es proveída por los siguientes nervios:
- Nervio cutáneo posterior del brazo, que se origina en la axila.
- Nervio cutáneo lateral inferior del brazo, que se origina en el brazo (en el surco radial).
- Nervio cutáneo posterior del antebrazo, que se origina en el brazo (en el surco radial).

El ramo superficial del nervio radial provee inervación sensitiva a la mayoría del dorso de la mano, incluyendo la piel comprendida entre el pulgar y el dedo índice.

### Motor
Las ramas musculares del nervio radial son:
- Músculo tríceps braquial
- Músculo ancóneo
- Músculo braquiorradial
- Músculo extensor radial largo del carpo

Las ramas profundas del nervio radial son:
- Músculo extensor radial corto del carpo
- Músculo supinador

Nervio interóseo posterior, una continuación de la rama profunda del nervio radial una vez que ha pasado al músculo supinador:
- Músculo extensor común de los dedos (Extensor digitorum)
- Músculo extensor propio del meñique (Extensor digiti minimi)
- Músculo cubital posterior (Extensor carpi ulnaris)
- Músculo abductor largo del pulgar (Abductor longus pollicis)
- Músculo extensor corto del pulgar (Extensor pollicis brevis)
- Músculo extensor largo del pulgar (Extensor pollicis longus)
- Músculo extensor del índice (Extensor indicis)

El nervio radial —y su rama profunda— provee inervación motora a los músculos del compartimento posterior del brazo y el antebrazo, los cuales son mayoritariamente extensores.